# Turmalin
Turmalin je kristalna silikatna mineralna grupa u kojoj je bor spojen sa elementima kao što su aluminijum, gvožđe, magnezijum, natrijum, litijum ili kalijum. Ovaj dragi kamen dolazi u širokom spektru boja.
Ime je izvedeno od singalskog tōramalli (ටෝරමල්ලි), što se odnosi na drago kamenje karneola.
Turmalini se kristalizuju u trigonalnom kristalnom sistemu, a kristali su im dugi, igličasti do debeloprizmatski te štapićasti, često trouglasti u poprečnom prejeku. Terminalne površine su asimetrične i takva pojava se naziva hemimorfija. Mali, igličasti kristali česti su u finozrnatom granitu aplitu i često čine radijalno zrakaste agregate koji se nazivaju turmalinskim suncem. Turmalini se ističu po svojoj trostranoj prizmi; ni jedan drugi mineral nema trostranu prizmu. Retki su savršeno euhedralni turmalini (tj. kristali sa svim dobro razvijenim površinama). Izuzetak su dobro razvijeni draviti iz Jinietare, u zapadnoj Australiji. Ležište je otkriveno tokom 1970-ih, ali danas je iscrpljeno.
Svi hemimorfni kristali su piezoelektrični, a često i piroelektrični. Turmalinski kristali zagrejavanjem postaju pozitivno naelektrisani na jednom kraju, a negativno naelektrisani na drugom. Zahvaljujući tom efektu, turmalini u kolekcionarskim zbirkama mogu na sebe navući ružne slojeve prašine, ako su izloženi pod jakim svetlom. Turmalinska neobična električna svojstva postala su poznata početkom 18. veka. 

## Istorija
Žarko obojane šrilankanske drage turmaline u velikim količinama donela je u Europu kompanija Holandska Istočna Indija, kako bi zadovoljila zahteve tržišta za dragim kamenjem. U to vreme još se nije znalo da su šerl i turmalin zapravo jedan te isti mineral.
Turmaline su koristili hemičari u 19. veku za polarizaciju svetlosti upranjem zraka na isečenu i uglačanu površinu dragulja.

## Varijeteti
Turmalin dolazi u širokom spektru boja. Obično su željezom bogati turmalini crni, plavkastocrni do tamno smeđi, dok su magnezijumom bogati varijeteti obično smeđi do žuti. Litijumom bogati turmalini mogu biti u gotovo svim bojama - pavoj, zelenoj, crvenoj, žutoj, ružičastoj itd. Retko je bezbojan. Dvobojni i višebojni kristali su relativno česti, a odražavaju variranje u hemijskom sastavu rastvora tokom kristalizacije. Kristali mogu biti zeleni na jednom kraju, a ružičasti na drugom, ili pak zeleni izvana, a ružičasti iznutra (elbait). Neke forme turmalina su dikroične, što znači da ako se gledaju iz dva različita ugla, pokazuju dve različite boje.
Najčešći varijetet turmalina je šerl, prvi put opisan 1524. godine. On čini oko 95% svih turmalina u prirodi. Ime „turmalin” dolazi od reči turmali iz jezika Sinhala (sa Šri Lanke), što znači „kamen koji privlači pepeo” (kao uputnica na njegova piroelektrična svojstva). Značenje reči „šerl” nije poznato, iako se veruje da dolazi iz skandinavskog govornog područja.

## Ležišta i nalazišta
Turmalin se nalazi u dva glavna geološka okruženja. To su magmatske stene, posebno granit i granitni pegmatit te metamorfne stene, kao što su škriljci i mramor. Šerl i litijumom bogati turmalini mogu se naći u granitima i granitnim pegmatitima. Magnezijumom bogati turmalini, draviti, obično se razvijaju u škriljcima i mramorima. Takođe, turmalini su vrlo otporni minerali i mogu se naći u manjim količinama kao zrna u peščenjacima i konglomeratima.
Turmalina ima na Šri Lanci, Madagaskaru, u Kaliforniji, Brazilu (rudnici Minas Geraisa - gde su pronađeni primerci i do 1,5 m dugi, u vrednosit od 9 miliona dolara!), Sloveniji (Dravograd).

## Upotreba
U draguljarstvu, plavi indigolit je najcenjeniji varijetet, a slede ga zeleni verdelit i ružičasti rubelit. Ironično, najređi varijetet, bezbojni ahroit nije cenjen i ima najmanju cenu među prozirnim turmalinima. Takođe, turmalini se ponekad koriste u tretmanima lečenja u alternativnoj medicini.
Od turmalina se prave piezopločice za radio-industriju, a koristi se i kao polarizator te kao ruda bora.

## Literatura
- Ertl, A.; Pertlik, F.; Bernhardt, H.-J. (1997). „Investigations on Olenite with Excess Boron from the Koralpe, Styria, Austria” (PDF). Österreichische Akademie der Wissenschaften, Mathematisch-Naturwissenschaftliche Klasse. Anzeiger. Abt. I (134): 3—10.
- Ertl, A. (2006). „About the Etymology and the Type Localities of Schorl” (PDF). Mitteilungen der Österreichischen Mineralogischen Gesellschaft. 152: 7—16.[мртва веза]
- Ertl, A. (2007). „About the Type Locality and the Nomenclature of Dravite” (PDF). Mitteilungen der Österreichischen Mineralogischen Gesellschaft. 153: 265—271. Архивирано из оригинала (PDF) 28. 04. 2021. г. Приступљено 06. 08. 2024.
- Ertl, A. (2008). „About the Nomenclature and the Type Locality of Elbaite: A Historical Review” (PDF). Mitteilungen der Österreichischen Mineralogischen Gesellschaft. 154: 35—44. Архивирано из оригинала (PDF) 28. 04. 2021. г. Приступљено 06. 08. 2024.
- Reinitz, I. M.; Rossman, G. R. (1988). „Role of Natural Radiation in Tourmaline Coloration” (PDF). American Mineralogist. 73: 822—825.
- Rossman, G. R.; Fritsch, E.; Shigley, J. E. (1991). „Origin of Color in Cuprian Elbaite from São José de Batalha, Paraíba, Brazil” (PDF). American Mineralogist. 76: 1479—1484.
- Schumann, Walter (2006). Gemstones of the World (3rd изд.). New York: Sterling Publishing. стр. 126—127.
- Henry, Darrell J.; Novák, Milan; Hawthorne, Frank C.; Ertl, Andreas; Dutrow, Barbara L.; Uher, Pavel; Pezzotta, Federico (2011). „Nomenclature of the Tourmaline-Supergroup Minerals”. American Mineralogist. 96 (5–6): 895—913. Bibcode:2011AmMin..96..895H. S2CID 38696645. doi:10.2138/am.2011.3636.

## Spoljašnje veze
- Klasifikacija turmalina Архивирано 2010-07-17 на сајту
- Mindat - Grupa turmalina
- Mineral Galleries Архивирано 2005-07-09 на сајту
- Gemstone.org Архивирано 2010-08-19 на сајту
- Farlang historical tourmaline references Архивирано 2010-04-18 на сајту  US localities, antique references
- Webmineral elbaite page, crystallographic and mineral information on elbaite
- Tourmaline History and Lore at GIA.edu